# Julia Emilia Kunc
Julia Emilia Kunc z domu Muczyńska (ur. 1872, zm. 1957 w Suwałkach) – polska działaczka społeczna, przewodnicząca suwalskiego oddziału Narodowej Organizacji Kobiet.

## Życiorys
W 1900 wyszła za mąż za Wacława Kunca, właściciela browaru w Suwałkach. Od początku XX wieku, już jako kobieta zamężna, angażowała się w suwalskie życie społeczno-oświatowe. W 1908 została członkiem zarządu Towarzystwa Wpisów Szkolnych, najprawdopodobniej była też członkinią innych licznie powstających wówczas w Suwałkach organizacji społecznych. 
W okresie II Rzeczypospolitej i intensywnego tworzenia różnych organizacji społecznych skupiających kobiety w 1925, właśnie z inicjatywy Julii Kunc, powołano suwalski oddział Narodowej Organizacji Kobiet, w którym pełniła ona funkcję przewodniczącej. Podczas swojej aktywności zorganizowała ochronkę i świetlicę dla ubogich dzieci, uruchomiła warsztat czapniczy, biuro pośrednictwa pracy oraz zorganizowała kursy dla kobiet z zakresu pończosznictwa i krawiectwa.